# ریوتا ساکاتا
ریوتا ساکاتا (انگلیسی: Ryota Sakata؛ زادهٔ ۲۵ فوریهٔ ۱۹۹۲) بازیکن فوتبال اهل ژاپن است.
از باشگاه‌هایی که در آن بازی کرده‌است می‌توان به باشگاه ورزشی توچیگی اشاره کرد.